# Hit Mania Dance 2023 New Talent
Hit Mania Dance 2023 è una compilation di artisti vari facente parte della serie Hit Mania, uscita nei negozi il 20 Dicembre 2022. Sono presenti 4 CD, tra questi troviamo il CD1: "Hit Mania Dance 2023 - New Talent", CD2: "Hit Mania Dance 2023 - New Talent Club Version", CD3: "EDM Electronic Dance Music #15" e il CD4: "Fiesta Mania".
È ad oggi l'ultima edizione ad includere insieme al box la rivista Hit Mania Magazine.
La compilation è stata mixata da Luca Mollo e Stefano Maggio.
La copertina è stata curata e progettata da Gorial.

## Tracce CD1
1. Luca Mollo & Notaris feat. Valentina - Bad Love (HM Version)
2. Play Your Trump - Play Your Trump (HM Version)
3. Dardas feat. Steyra - On The Road (Dj Castello Extended Mix)
4. Alex Signorini - Inside My Arms (Hm Version)
5. Vicenza 9 - Dancing Alone
6. Dyson Kellerman - Pa Pa Pa
7. Max Millan, Kosimo & Marco Farouk feat. Chris Willis - Stay Close
8. T&S - Sorry (HM Version)
9. Voodo Babe & Erik Stefler - Electric Soul
10. DJ Beda & Ettore Knight feat. Dorisday - I See Only You (Hm Version)
11. Dorisday - You (Hm Version)
12. Max Coccobello & Elisa Passi - I'm A Woman (I'm a God) (Hm Version)
13. Hybrid - Calling Your Name (HM Version)
14. PS Project feat. Fabio Match, Danny Barba Nera & Florens Paravanti - Go Away (Hm Version)
15. Marco Palladino feat. Cherry - Kalimba De Luna
16. Enzo Saccone feat. Baltimora Guys - Look For You (Hm Version)
17. Rizzo DJ feat. Daniele Rizzo & Xent - My Scars (Hm Version)
18. Liz Luna - Look For Me (Hm Version)
19. Lisa Desormeaux feat. Chels & Rich - Heart Is On Fire (Cut Mix)
20. MC Groove, Fabio D'Andrea & Danny Barba Nera - It's Gonna Be Alright (Hm Version)
21. Oscar B & Fabien Pizar - Fire In The Sky
22. Jacopo Galeazzi - Till You (Hm Version)
23. Simone Marino & Kanduveda - Coming Down (Hm Version)
24. One Shock feat. Enyse - Ce Qui Est Dit

## Tracce CD2
1. Hybrid - Calling Your Name (HM Version)
2. Dinamic Tools - Homeless
3. Perfect Street - I Feel Alone
4. Athena Zeus  Feel In Control
5. Dinamic Tools - Toping
6. Tecno Habana - Above The Caribbean
7. Crimson Sound - Arab Deep House Music
8. Magnetic Illusions - Come On Baby
9. Tim Chambers - Close
10. Tool Steel - I Am The Energy
11. Simone Marino, Kanduveda  - You're My Prison (HM Version)
12. DJ Jay - You Wanna Be (HM Version)
13. Jacob Galsen - Unbelievable (HM Version)
14. Kiro B. - Hearthbreaker
15. Crazy Stripes - I Am Sorry
16. Earl Nelson Jr. - Always With You
17. Earl Nelson Jr. - Good Feeling
18. Electro Flow - All You Want
19. Wolfe D Asis - Fail Romance
20. Star Man - Closed
21. Arnel - Crazy Love
22. Cristian Vr. - Dark Shadows
23. Danilo Orsini - Solitos (feat. Davy Floris & Ariel El Leon) [HM Version]
24. Rebel Youth - I Dont' Wanna Start Again

## Tracce CD3
1. Earl Nelson Jr. - Friend Zone
2. Jude Stoeffler - Bad Night
3. Sandy - Driving Without You
4. Scandall - Daylight
5. Technician - Guitar Player
6. Electro Flow - Don't Try It
7. Harris Michelle - Dreaming Of You
8. Miss Tai - Different
9. Black Goblin - Alive Dead
10. Kamaya - Expansive Slingshot
11. Arnel - Anonymous
12. Cristian VR. - Dark Lake
13. J.D. Robb - Horse
14. Gold Boy - Casual Time
15. Scandall - Fire Eyes
16. Rihanon Fergunson - All The Gift
17. J.D. Robb - Assoult
18. Arnel - Crazy Girl
19. Miss Tai - Good To The Bone
20. Kiro B - Fantasy
21. Javi Record - A Solution
22. Harris Michelle - Cry My Love
23. Kiro B - Always
24. Brandom Lewis - Age Of Extiction

## Tracce CD4
1. Giullaume - Ella Es
2. Entre Dos - Serás Mía
3. Giullaume - Esa Mujer
4. Clan 5 - La Puti
5. François Marie - Enrtrégate
6. Entre Dos - Bríndale Alcohol
7. Giullaume - A Mí No Me Parece
8. Reyes De La Noche - No Paras De Hablar
9. Osiris - Conciencia
10. Grupo Candela - No Me Parece
11. Osiris - Empecemos De Cero
12. Grupo Candel - Si No Me Querías
13. Osiris - Este Corazón
14. Cero Problema - Pasillito Pa'l Lado
15. Irene Oquendo - Enamorado Y Loco
16. Clan 5 - Para Los DJ
17. François Marie - El Culpable
18. Ritmosuave - A Todas Horas
19. Eluart - A Solas
20. Talentos Del Sur - Borrarte De Mi Mente
21. Irene Oquendo - Dos Palabras
22. Electro Flow - Descara'o Pa' Descara'
23. Irene Oquendo - Esto Es Amor
24. Alma Musical - La Nota
25. Yasi DJ - Un Chance
26. Cero Problema - No Dejes Que Se Acabe
27. Eluart - Ella Sabe
28. Alma Musical - Pa' Darte
29. Eluart - Eres Tú
30. Ritmosuave - Noche Pirata

## Curiosità
Proprio come per l'edizione precedente, CD 3 nonostante sia il 15° volume di EDM Electronic Dance Music, sulla copertina è riportato come 16° volume, avendone quindi saltato uno, altro caso è che sia questo che quello precedente hanno la stessa numerazione.